# Norbert Spaniol
Norbert Spaniol ist ein deutscher Poolbillardspieler.

## Karriere
Bei der Deutschen Meisterschaft 1979 erreichte Norbert Spaniol im 14/1 endlos das Finale, verlor dieses jedoch gegen Edgar Nickel. Bei der Europameisterschaft 1980 gelang ihm, ebenfalls im 14/1 endlos, der Finaleinzug. Dort unterlag er jedoch dem Schweden Tomy Eriksson.
Bei der Deutschen Meisterschaft 1981 in Duisburg erreichte Norbert Spaniol den ersten Platz im 14/1 endlos.